# Hypocaccus estriatus
Hypocaccus estriatus är en skalbaggsart som först beskrevs av J. L. Leconte 1857.  Hypocaccus estriatus ingår i släktet Hypocaccus och familjen stumpbaggar. Inga underarter finns listade i Catalogue of Life.